# Coleophora pontica
Coleophora pontica is een vlinder uit de familie kokermotten (Coleophoridae). De wetenschappelijke naam is voor het eerst geldig gepubliceerd in 1984 door Reznik.
De soort komt voor in Europa.